# Membri ai Academiei Române - U
Aceasta este o listă a tuturor membrilor Academiei Române ale căror nume încep cu litera U, începând cu anul înființării Academiei Române (1866) până în prezent.
- George Udrischi (1867 - 1958), medic veterinar, membru de onoare din 1946
- Gheorghe Udubașa (1938 - 2019), geolog, membru corespondent din 1996
- Alexandru Ungureanu (n. 1941), membru corespondent din 1995
- Vasile Urechia-Alexandrescu (1834 - 1901), istoric, scriitor, om politic, membru fondator
- Ioan Ursu (n. 1928), fizician, membru titular
- Ioan Ursu (1875 - 1925), istoric, membru corespondent